# Ungdomshuset
Ungdomshuset (ili Dom omladine) je bila istorijska građevina u Kopenhagenu, Danska, koja je u periodu od 1982. do 2007. godine služila kao andergraund scena i prostor za koncerte, festivale i sastanke levičarskih političkih i društvenih inicijativa. 
Mesto je imalo bogatu istoriju i bilo je sastajalište ranog danskog radničkog pokreta, a sve do rušenja je bilo u žiži javnosti zbog bitke između opštine i aktivista koji su zgradu branili. Zgrada je skvotirana još 1982. i sve do rušenja 2007. je služila kao dom omladine.

## Istorija
Petospratnu zgradu Ungdomshuseta podigao je 1897. danski radnički pokret, i tokom više decenija bila je poznata kao "Folkets hus" (Narodna kuća). V. I. Lenjin je u njoj držao govor pre dizanja Ruske revolucije. U njoj je takođe zasedala Druga Internacionala. Iz te kuće je 1910. godine objavljen prvi Međunarodni dan žena, 8. mart. Mesto je imalo značajnu ulogu u organizovanju velikih demonstracija protiv nezaposlenosti 1918. godine.
Tokom 1950-ih su zgradu koristile razna udruženja, sindikati i razne druge aktivnosti među kojima i bokserski klub, ples itd. 
U nepopravljivo stanje zgrada je zapala tokom poznih 1970-ih. Otkupio ju je danski lanac supermarketa "Brugsen", sa namerom da je sruši da bi na njenom mestu bio izgrađen supermarket, ali grad nije dopuštao uništenje istorijskog zdanja. Pošto je to zabranjeno, "Brugsen" ju je 1978. prodao ansamblu narodne muzike "Tingluti", a ansambl ju je posle par godina prodao opštini Kopenhagen, iz finansijskih razloga. 
1982. narodnu kuću je skvotirala omladina i tada ona dobija svoje današnje ima, Ungdomshuset.
1996. je požar zahvatio dom omladine i opština je htela da ga zatvori, tvrdeći da bi popravka koštala milione kruna. Od tada su skvoteri sami renovirali zgradu, što je koštalo znatno manje nego što je opština procenila. 1998. je opštinska vlast još jednom bezuspešno pokušala da zatvori dom omladine. 
1999. opština je dala na prodaju zgradu, koja je od tada promenila nekoliko vlasnika, da bi ga na kraju preuzela fundamentalistička hrišćanska zajednica "Faderhuset" (Očev dom). 2003. je počeo sudski proces novih vlasnika i skvotera. 
2006. je organizovana žurka povratimo ulice zarad podrške domu omladine, koja je prekinuta žestokim policijskim nasiljem i uličnim neredima.

## Rušenje
1. marta 2007. u 7 sati je policija počela s okupacijom Doma omladine. Područje oko zgrade je bilo izolovano u radijusu od 50 metara, a susedi su bili upozoreni unapred da sklone svoje automobile, bicikle i motore na sigurno mjesto. Zgrada je zaposednuta od strane policije i iz vazduha pomoću helikoptera. Tokom policijskog zaposedanja zgrade nije bilo otpora od strane korisnika Doma omladine. 
Korisnici Doma omladine su u izjavi za javnost najavili da neće predati zgradu bez borbe: "Biće ili Doma omladine ili borbe za Dom omladine - čišćenje nikada neće biti oprošteno." Nakon što je policija izbacila skvotere, usledile su akcije, bacanje kamenja, blokade i paljenje objekata, tokom poslepodneva i noći. Oko 19 sati je policija počela koristiti dimne bombe, a neredi su počeli jenjavati tokom noći, da bi sledeće jutro 2. marta situacija oko zgrade i okolini bila mirna. 
Tokom dana održane su mirne demonstracije širom Kopenhagena, ali je naveče ponovo došlo do sukoba između policije i grupe demonstranata. Više automobila i kontejnera je zapaljeno tokom noći. Nekolicina demonstranata je bilo uhapšeno. U znak podrške korisnicima Ungdomshuseta, održavane su demonstracije u Berlinu, Hamburgu, Oslu, Stokholmu, Beču i Istanbulu. Narednih nekoliko dana započela je građanska neposlušnost i izbili su žestoki ulični nemiri u Kopenhagenu i u okolini Kristijanije, prilikom kojih je uhapšeno nekoliko stotina ljudi.
5. marta 2007. je policija uz pomoć buldožera započela rušenje zgrade Doma omladine.

## Nova zgrada
U ponedeljak, 7. aprila 2008, održan je sastanak u Kopenhagenu na kome je dogovoreno da novi Ungdomshuset bude u severozapadnom delu grada u ulici Dortheavej 61. Konačna odluka leži na gradskom veću i trebalo bi da bude formalizovana 11. juna. Neki političari, uključujući gradonačelnicu Ritt Bjerregaard, već su javno pozdravili tu odluku. Lideri kulturne scene, takođe su pozdravili otvaranje nove kuće.
Nova kuća će biti u sadašnjem lokalnom kulturnom centru koji je pod upravom gradskih vlasti. Dom omladine će biti smešten u dve povezane zgrade, od kojih će jedna biti podeljena na pola. Kulturni centar će ostati u drugoj polovini zgrade. Prvi deo preuzimanja manje zgrade od oko 600 m², trebalo bi da se desi 1. jula. Cela zgrada bi trebalo da bude dostupna za preuzimanje 1. januara naredne godine.

## Literatura
- Damjan Pavlica, Skvoterski pokret[мртва веза]

## Spoljašnje veze
- Ungdomshuset
- Svedočanstvo očevica nereda 2006. (језик: српски)
- Svedočanstvo očevica nereda 2007.[мртва веза] (језик: српски)